# París-Roubaix 2004
La París-Roubaix 2004 fue la 102.ª edición de esta carrera ciclista que tuvo lugar el 11 de abril de 2004 sobre una distancia de 261 km. 
El ciclista sueco Magnus Bäckstedt ganó la prueba, siendo así el primer y único ciclista de esa nacionalidad que la ha ganado.

## Clasificación final
| Posición | Ciclista          | Equipo                                     | Tiempo      |
| -------- | ----------------- | ------------------------------------------ | ----------- |
| 1.       | Magnus Bäckstedt  | Alessio-Bianchi                            | 6h 40' 26’’ |
| 2.       | Tristan Hoffman   | CSC                                        | m.t.        |
| 3.       | Roger Hammond     | MrBookmaker.com-Palmans                    | m.t.        |
| 4.       | Fabian Cancellara | Fassa Bortolo                              | m.t.        |
| 5.       | Johan Museeuw     | Quick Step-Davitamon                       | + 17’’      |
| 6.       | Peter Van Petegem | Lotto-Domo                                 | m.t.        |
| 7.       | Léon van Bon      | Lotto-Domo                                 | + 29"       |
| 8.       | George Hincapie   | US Postal Service presented by Berry Floor | m.t.        |
| 9.       | Tom Boonen        | Quick Step-Davitamon                       | m.t.        |
| 10.      | Frank Høj         | CSC                                        | m.t.        |